# Miwa Saitō
Pour les articles homonymes, voir Saito.
Miwa Saitō (斎藤 美和, Saitō Miwa), née à Tokyo (Japon) le 9 mai 1927 et morte le 16 novembre 2012, est une actrice japonaise.

## Biographie
Miwa Saitō entre à la Mingei Theatre Company (en) en 1950.

## Filmographie partielle

### Au cinéma
- 1952 : Hanaogi sensei to Santa (花荻先生と三太?) de
- 1952 : Les Enfants d'Hiroshima (原爆の子, Genbaku no ko?) de Kaneto Shindō : Natsue Morikawa
- 1953 : Epitome (縮図, Shukuzu?) de Kaneto Shindō
- 1954 : Utsukushii hito (美しい人?) de Mitsuo Wakasugi (ja)
- 1955 : Les Loups (狼, Okami?) de Kaneto Shindō
- 1958 : Marie du quartier des fourmis (蟻の街のマリア, Ari no machi no Maria?) de Heinosuke Gosho
- 1960 : Garasu no naka no shōjo (ガラスの中の少女?) de Mitsuo Wakasugi (ja)
- 1961 : Aoi me no sugao (青い芽の素顔?) de Kiyoshi Horiike (ja) : Takako Takayama
- 1963 : Kawakkaze yarō tachi (川っ風野郎たち?) de Mitsuo Wakasugi (ja) : Shinae Matsumoto
- 1973 : La Submersion du Japon (日本沈没, Nihon chinbotsu?) de Shirō Moritani : la femme du Premier Ministre
- 1976 : Entre l'épouse et la femme (妻と女の間, Tsuma to onna no aida?) de Kon Ichikawa et Shirō Toyoda
- 1977 : C'est dur d'être un homme : Mon Seigneur ! (男はつらいよ 寅次郎と殿様, Otoko wa tsurai yo: Torajirō to tonosama?) de Yōji Yamada : la patronne de l'auberge à Ōzu
- 1979 : Le Col Nomugi (あゝ野麦峠, Ā, Nomugi tōge?) de Satsuo Yamamoto : Tomi Adachi

### À la télévision
- 1977 : Nogiku no haka (野菊の墓?)